# Mistrovství USA ve sportovním lezení
Mistrovství USA ve sportovním lezení jsou otevřená mistrovství Spojených států amerických pořádaná ve třech disciplínách, v lezení na obtížnost, rychlost (od roku 2004) a v boulderingu (od roku 2005). Titul zde dostávají pouze domácí závodníci, účastnit se mohou ale i zahraniční.
(anglicky):
- Sport & Speed Open National Championships
- Bouldering Open National Championships

V lezení na obtížnost získala nejvíce titulů Emily Harrington (5), v boulderingu to byli Daniel Woods (8 muži) a Alex Puccio (10 ženy). (2017/18)

## Obtížnost
|          | Rok  | Místo | Muži             | Muži             | Muži               | Ženy             | Ženy            | Ženy                |
| 1. místo | Rok  | Místo | 2. místo         | 3. místo         | 1. místo           | 2. místo         | 3. místo        |                     |
| -------- | ---- | ----- | ---------------- | ---------------- | ------------------ | ---------------- | --------------- | ------------------- |
| I.       | 2004 |       | Vadim Vinokur    | Ethan Pringle    | Ionel Ene          | Emily Harrington | Lizzy Asher     | Elizabeth Broun     |
| II.      | 2005 |       | Ethan Pringle    | Vadim Vinokur    | Daniel Woods       | Emily Harrington | Elizabeth Broun | Lizzy Asher         |
| III.     | 2006 |       | Daniel Woods     | Vasya Vorotnikov | Gabor Szekely      | Emily Harrington | Andrea Szekely  | Mykael-Ann McGinley |
| IV.      | 2007 |       |                  |                  |                    |                  |                 |                     |
| V.       | 2008 |       | Chris Sharma     | Jon Cardwell     | Dave Graham        | Emily Harrington | Paige Claassen  | Tiffany Hensley     |
| VI.      | 2009 |       | Carlo Traversi   | Dave Graham      | Ethan Pringle      | Emily Harrington | Paige Claassen  | Sasha DiGiulian     |
| VII.     | 2010 |       | Magnus Midtboe*  | Daniel Woods     | Matt Hong          | Sasha DiGiulian  | Lauren Lee      | Paige Claassen      |
| VIII.    | 2011 |       | Magnus Midtboe*  | Carlo Traversi   | Matt Hong          | Sasha DiGiulian  | Paige Claassen  | Dana Riddle         |
| IX.      | 2012 |       | Vasya Vorotnikov | Dylan Barks      | Daniel Woods       | Sasha DiGiulian  | Delaney Miller  | Michaela Kiersch    |
| X.       | 2013 |       | Daniel Woods     | Carlo Traversi   | Noah Ridge         | Charlotte Durif* | Delaney Miller  | Chelsea Rude        |
|          |      |       |                  |                  |                    |                  |                 |                     |
| XI.      | 2014 |       | Brad Weaver      | Noah Ridge       | Robert D'Anastasio | Delaney Miller   | Sasha DiGiulian | Claire Buhrfeind    |
| XII.     | 2015 |       | Kai Lightner     | Jesse Grupper    | Matty Hong         | Delaney Miller   | Margo Hayes     | Claire Buhrfeind    |
| XIII.    | 2016 |       | Sean Bailey      | Kai Lightner     | Ben Tresco         | Margo Hayes      | Grace McKeehan  | Michaela Kiersch    |
| XIV.     | 2017 |       | Kai Lightner     | Jesse Grupper    | Drew Ruana         | Ašima Širaiši    | Margo Hayes     | Brooke Raboutou     |

## Rychlost
|          | Rok  | Místo | Muži               | Muži               | Muži                   | Ženy                | Ženy                | Ženy              |
| 1. místo | Rok  | Místo | 2. místo           | 3. místo           | 1. místo               | 2. místo            | 3. místo            |                   |
| -------- | ---- | ----- | ------------------ | ------------------ | ---------------------- | ------------------- | ------------------- | ----------------- |
| I.       | 2004 |       | Patrick Cassiday   | Brian Solano       | Ethan Pringle          | Mykael-Ann McGinley | Audrey Gawrych      | Emily Harrington  |
| II.      | 2005 |       | Hans Florine       | Patrick Cassiday   | Brett Ashton           | Mykael-Ann McGinley | Stephanie Outland   | Josie McKee       |
| III.     | 2006 |       | Patrick Cassiday   | Vadim Vinokur      | Eric Cosman            | Mykael-Ann McGinley | Jayme Hatch         | Stephanie Outland |
| IV.      | 2007 |       |                    |                    |                        |                     |                     |                   |
| V.       | 2008 |       | Ryan Roden         | Brian Furciniti    | Daniel Duran           | Tiffany Hensley     | Amanda Sutton       | Stephanie Outland |
| VI.      | 2009 |       | Ryan Roden         | Nic Sutton         | Michael Perry          | Amanda Sutton       | Mykael-Ann McGinley | Tiffany Hensley   |
| VII.     | 2010 |       | Eric Sanchez       | Nic Sutton         | Joshua Levin           | Shannon Lochridge   | Amanda Sutton       | Taylor Mitchell   |
| VIII.    | 2011 |       | Alex David Johnson | Joshua Levin       | Mark Puccio            | Dana Riddle         | Amanda Sutton       | Delaney Miller    |
| IX.      | 2012 |       | Alex David Johnson | Joshua Levin       | Charlie Andrews-Jubelt | Danielle Rogan      | Jacquelyn Wu        | Kyra Condie       |
| X.       | 2013 |       | Joshua Levin       | Dominic LaBarge    | Thomas Pitzel          | Kyra Condie         | Kayla Lieuw         | Marissa Romero    |
|          |      |       |                    |                    |                        |                     |                     |                   |
| XI.      | 2014 |       | John Brosler       | Stanislav Kokorin* | Ryan Strickland        | Megan Carr          | Danielle Rogan      | Jacquelyn Wu      |
| XII.     | 2015 |       | Libor Hroza*       | John Brosler       | Michael Retoff         | Sidney Trinidad     | Grace Mckeehan      | Kyra Condie       |
| XIII.    | 2016 |       | Libor Hroza*       | John Brosler       | Max Hammer             | Claire Buhrfeind    | Sidney Trinidad     | Erica Meister     |
| XIV.     | 2017 |       | John Brosler       | Libor Hroza*       | Max Hammer             | Claire Buhrfeind    | Amanda Wooten       | Grace McKeehan    |

## Bouldering
|          | Rok  | Místo | Muži                         | Muži               | Muži               | Ženy             | Ženy              | Ženy              |
| 1. místo | Rok  | Místo | 2. místo                     | 3. místo           | 1. místo           | 2. místo         | 3. místo          |                   |
| -------- | ---- | ----- | ---------------------------- | ------------------ | ------------------ | ---------------- | ----------------- | ----------------- |
| I.       | 2005 |       | Daniel Woods                 | Mike Feinberg      | Matt Segal         | Portia Menlove   | Lizzy Asher       | Alex Johnson      |
| II.      | 2006 |       | Daniel Woods                 | Ethan Pringle      | Nicholas Sherman   | Alex Puccio      | Alex Johnson      | Angela Payne      |
| III.     | 2007 |       | Daniel Woods                 | Paul Robinson      | Sean McColl*       | Alex Puccio      | Elizabeth Asher   | Angie Payne       |
| IV.      | 2008 |       | Paul Robinson                | Chris Sharma       | Sean McColl*       | Alex Puccio      | Alex Johnson      | Paige Claassen    |
| V.       | 2009 |       | Daniel Woods                 | Paul Robinson      | Sean McColl*       | Alex Johnson     | Chauncenia Cox    | Kate McGinnis     |
| VI.      | 2010 |       | Daniel Woods                 | Matt Bosley        | Robert D'Anastasio | Alex Puccio      | Alex Johnson      | Francesca Metcalf |
| VII.     | 2011 |       | Sean McColl*                 | Alex David Johnson | Kyle Owen          | Alex Puccio      | Francesca Metcalf | Sasha DiGiulian   |
| VIII.    | 2012 |       | Daniel Woods                 | Ethan Pringle      | Michael Bautista   | Alex Puccio      | Angie Payne       | Shauna Coxsey*    |
| IX.      | 2013 |       | Daniel Woods                 | Ian Dory           | Vasya Vorotnikov   | Alex Puccio      | Andrea Szekely    | Isabelle Faus     |
| X.       | 2014 |       | Daniel Woods                 | Vasya Vorotnikov   | Andy Lamb          | Juliane Wurmová* | Alex Puccio       | Megan Mascarenas  |
|          |      |       |                              |                    |                    |                  |                   |                   |
| XI.      | 2015 |       | Mohammad Jafari Mahmodabadi* | Daniel Woods       | Michael O'Rourke   | Alex Puccio      | Alex Johnson      | Angie Payne       |
| XII.     | 2016 |       | Nathaniel Coleman            | Jimmy Webb         | Carlo Traversi     | Megan Mascarenas | Alex Puccio       | Claire Buhrfeind  |
| XIII.    | 2017 |       | Nathaniel Coleman            | Kai Lightner       | Alexej Rubcov*     | Alex Puccio      | Ašima Širaiši     | Brooke Raboutou   |
| XIV.     | 2018 |       | Nathaniel Coleman            | Sean Bailey        | Drew Ruana         | Alex Puccio      | Ašima Širaiši     | Brooke Raboutou   |

* pozn.: medailová umístění závodníků z jiných zemí